# Тиранові
Тиранові або тиранові мухоловки (Tyrannidae) — родина горобцеподібних птахів, що включає 105 родів і 437 видів. Представники родини мешкають майже на всій території Північної і Південної Америки, хоча й переважно в тропічних областях.. Це найбільша родина птахів за кількістю видів, її представники становлять близько 9 % видів птахів Америки. Крім того, в усіх країнах Америки, за виключенням США і Канади, тиранові є найчисельнішою родиною за видовим різноманіттям. Тиранові на перший погляд нагадують мухоловок Старого Світу, але зазвичай мають сильніші дзьоби. Вони належать до підряду Tyranni, всі представники якого не мають розвинутих вокальних здібностей співочих птахів.

## Опис
Більшість тиранових (хоча і не всі) мають непримітне коричневе, сіре або біле забарвлення, яке виконує маскувальну функцію. Виключенням є, зокрема, яскраво-червоний карміновий москверо, синьо-чорно-біло-жовтий тачурі та деякі інші представники родів Мухолов-клинодзьоб (Todirostrum), Тітіріджі (Hemitriccus) і Мухолов (Poecilotriccus), які мають яскраве чорне, жовте, біле або руде забарвлення. 
Багатьом тирановим притаманний статевий диморфізм: самці більші і важчі за самиць. Голови у них відносно великі, шиї короткі і товсті, дзьоби широкі і короткі. У деякі видів є чуби.
Найменшими представниками родини є споріднені короткохвості і чорноголові аруни, які досягають довжини 6,5-7 см при вазі в 4-5 г. Вони є найменшими горобцеподібними птахами світу за розмірами, хоча деякі кропив'янкові мають подібну вагу. Найбільшим представником родини є гохо великий, середня довжина якого становить 29 см, а вага — 99,2 г. Довжина вилохвостого тирана становить 41 см, що пов'язано з дуже довгим хвостом.

## Поширення і екологія
Видове різномініття тиранових сильно варіюється в залежності від природного середовища. Так, в рівнинних і гірських тропічних лісах може співіснувати близько дев'яноста видів тиранових, тоді як на луках помірного клімату може жити всього лиш кілька видів. Частково це пов'язано з меншою кількістю екологічних ніш, які можуть зайняти птахи.

## Поведінка
Тиранові є переважно комахоїдними, хоча деякі види харчуються також плодами, ягодами і невеликими хребетними. Птахи, що мешкають в Північній Америці часто ловлять комах в польоті, пікіруючи на них з крони дерева. Однік більшість тропічних видів шукають комах на деревах серед листя. Тропічні види також часто приєднуються до змішаних зграй птахів.
Сезон розмноження триває навесні і влітку. В цей час птахи демонструють територіальність і агресію по відношенню до інших птахів. Через цю агресію тиранові і отримали свою назву.

## Систематика
За класифікацією, утвердженою Міжнародним орнітологічним конгресом, виділяють 105 родів і 437 видів:
- Ірличок (Piprites) — 3 види

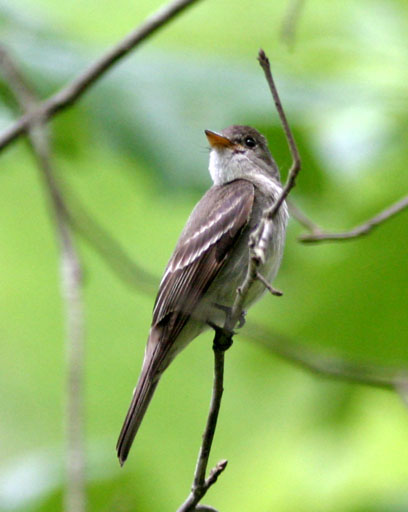
Піві лісовий, Contopus virens

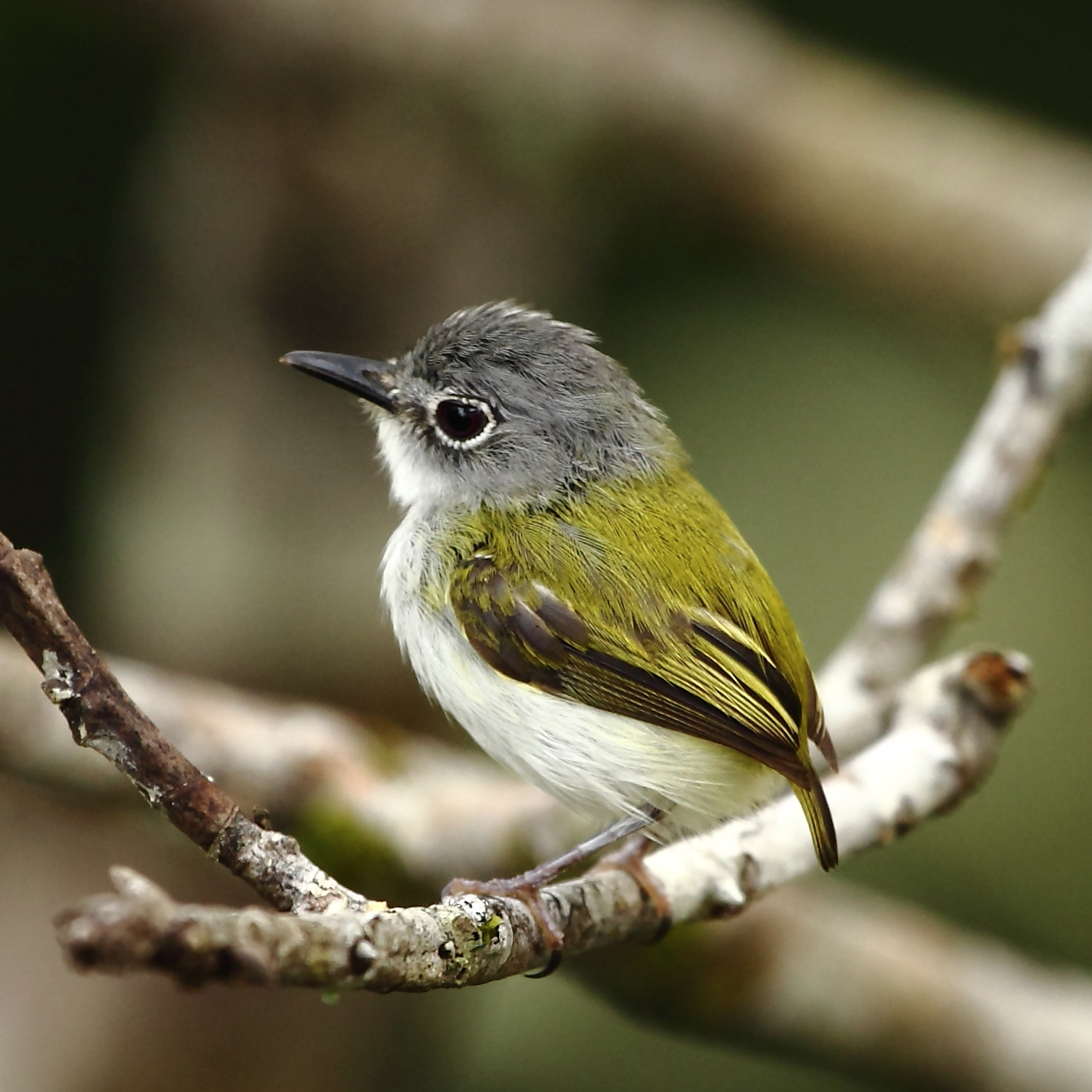
Аруна короткохвоста, Myiornis ecaudatus

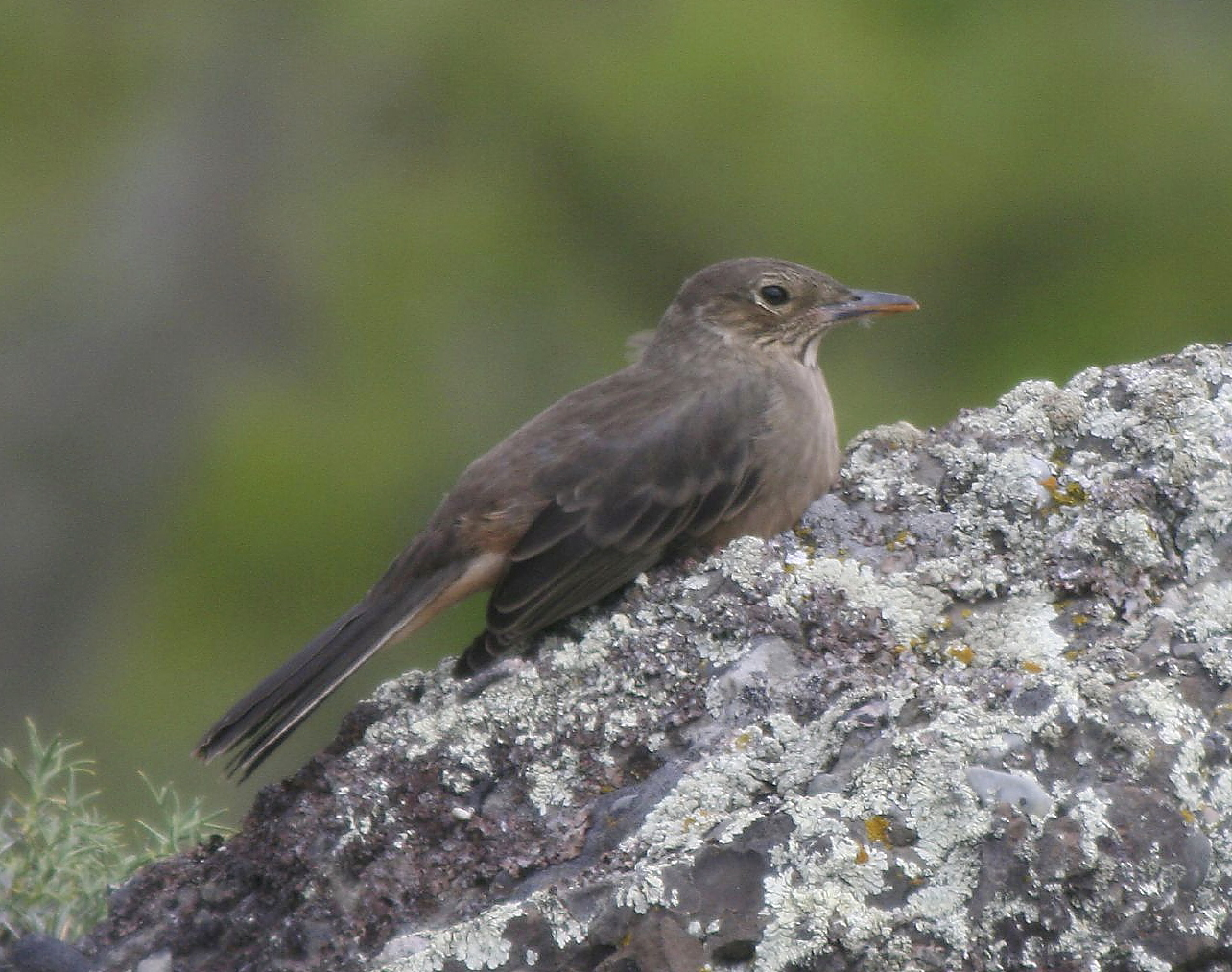
Гохо великий, Agriornis lividus

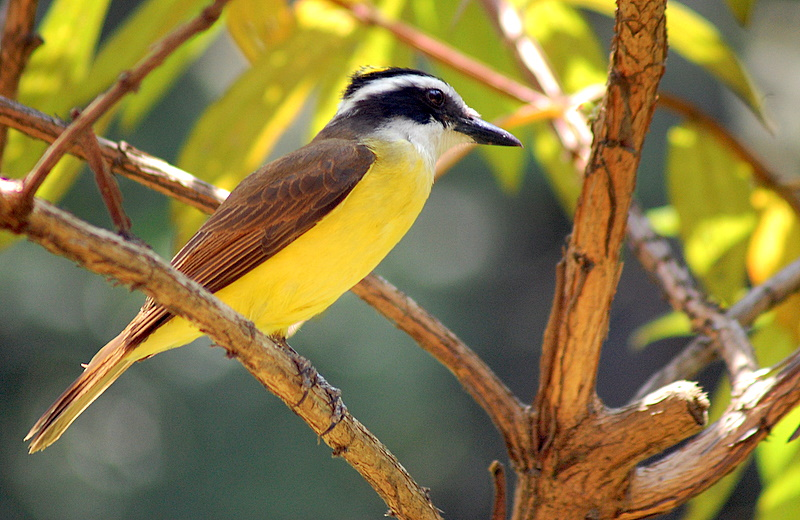
Пітанга велика, Pitangus sulphuratus

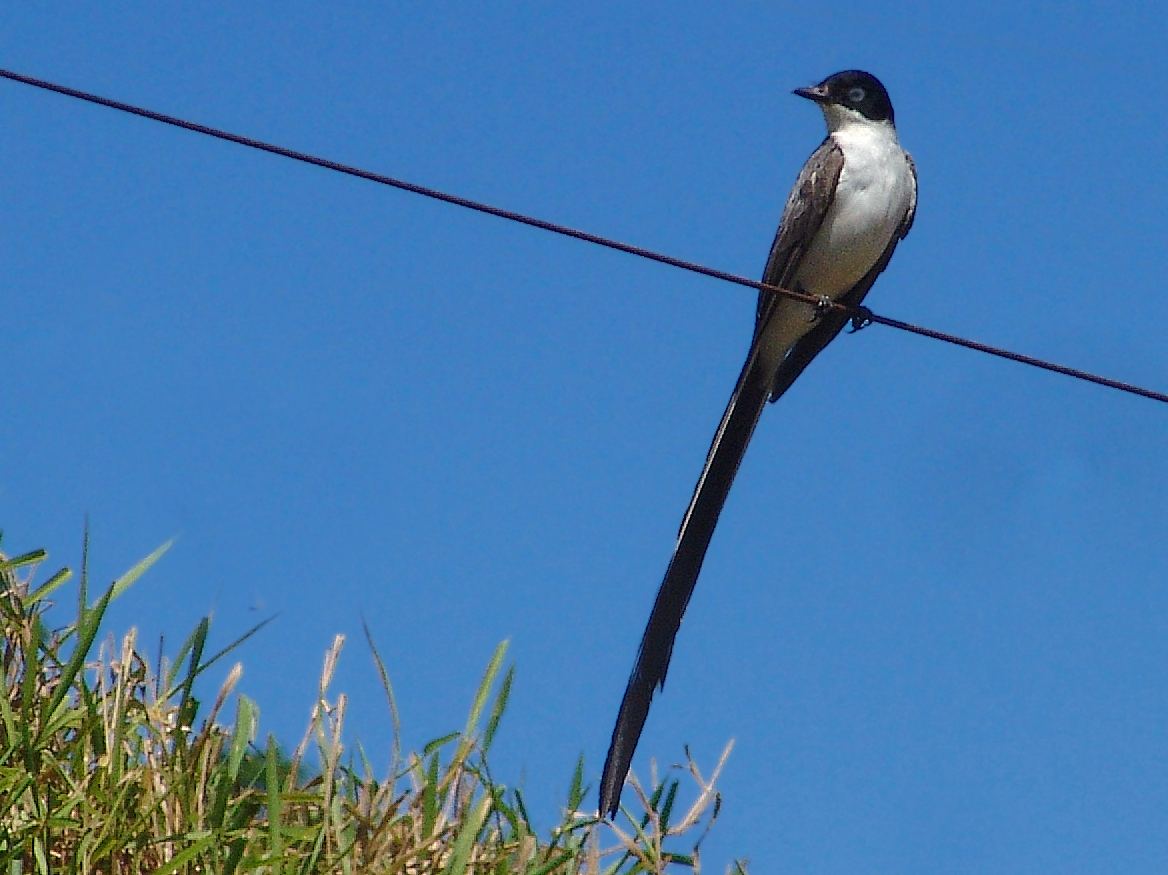
Тиран вилохвостий, Tyrannus savana

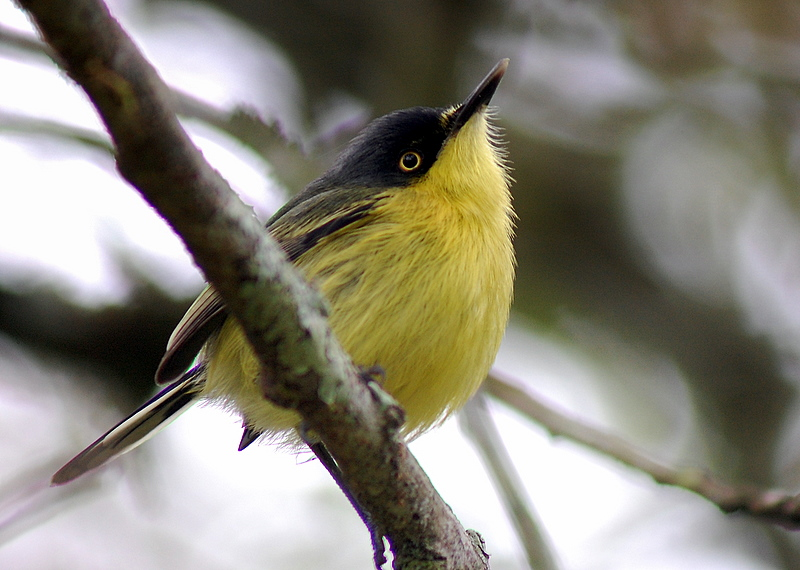
Мухолов-клинодзьоб сірий, Todirostrum cinereum

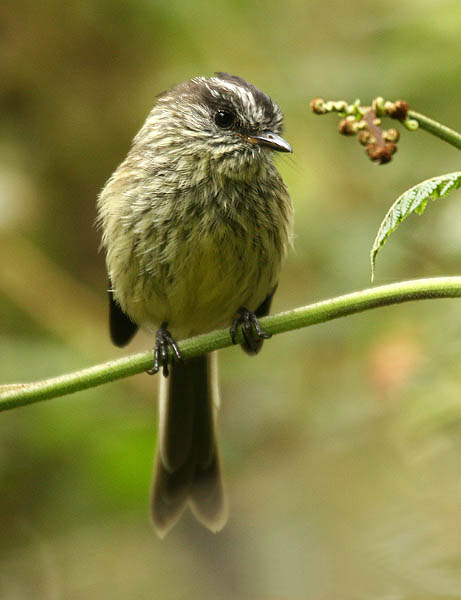
Торилон довгохвостий, Anairetes agilis

- Тиран-крихітка (Phyllomyias) — 14 видів
- Жовтоголовий тиран (Tyrannulus) — 1 вид (рід монотиповий)
- Тиранець (Myiopagis) — 7 видів
- Еленія (Elaenia) — 22 види
- Тиран-карлик (Ornithion) — 3 види
- Тиранчик-тонкодзьоб (Camptostoma) — 2 види
- Сивий тиранчик(інші мови) (Suiriri(інші мови)) — 1 вид (рід монотиповий)
- Тиранчик-довгохвіст (Mecocerculus) — 6 видів
- Торилон (Anairetes) — 6 видів
- Uromyias — 2 види
- Тираник (Serpophaga) — 6 видів
- Бурий тиранчик (Phaeomyias) — 2 види
- Жовтий тиранчик (Capsiempis) — 1 вид (рід монотиповий)
- Тачурі-сірочуб (Polystictus) — 2 види
- Кокосовий мухоїд (Nesotriccus) — 1 вид (рід монотиповий)
- Дорадито (Pseudocolopteryx) — 5 видів
- Каполего (Pseudotriccus) — 3 види
- Тиран-щебетун (Corythopis) — 2 види
- Тиранчик-рудь (Euscarthmus) — 2 види
- Перуанський тиранець (Pseudelaenia) — 1 вид (рід монотиповий)
- Каландрита (Stigmatura) — 2 види
- Тиран-малюк (Zimmerius) — 15 видів
- Ореджеріто (Pogonotriccus) — 7 видів
- Тиранчик (Phylloscartes) — 16 видів
- Тиранчик-мухолюб (Mionectes) — 5 видів
- Тиран-інка (Leptopogon) — 4 види
- Чапада (Guyramemua) — 1 вид (рід монотиповий)
- Тиранчик-короткодзьоб (Sublegatus) — 3 види
- Інезія (Inezia) — 4 види
- Курета (Myiophobus) — 6 видів
- Nephelomyias — 3 види
- Мухоїд-білозір (Myiotriccus) — 1 вид (рід монотиповий)
- Тачурі (Tachuris) — 1 вид (рід монотиповий)
- Гострохвостий тиранчик (Culicivora) — 1 вид (рід монотиповий)
- Тітіріджі (Hemitriccus) — 22 види
- Аруна (Myiornis) — 4 види
- Криводзьоб (Oncostoma) — 2 види
- Тиранчик-чубань (Lophotriccus) — 4 види
- Жовтоокий тиранчик (Atalotriccus) — 1 вид (рід монотиповий)
- Мухолов (Poecilotriccus) — 12 видів
- Чорночубий мухолов (Taeniotriccus) — 1 вид (рід монотиповий)
- Мухолов-клинодзьоб (Todirostrum) — 7 видів
- Великий мухоїд (Cnipodectes) — 2 види
- Пікоплано (Rhynchocyclus) — 4 види
- Мухоїд (Tolmomyias) — 7 видів
- Котинга-крихітка (Calyptura) — 1 вид (рід монотиповий)
- Лопатодзьоб (Platyrinchus) — 7 видів
- Москверито (Neopipo) — 1 вид (рід монотиповий)
- Біро (Pyrrhomyias) — 1 вид (рід монотиповий)
- Великий біро (Hirundinea) — 1 вид (рід монотиповий)
- Бронзовий москверо (Lathrotriccus) — 2 види
- Москверо (Aphanotriccus) — 2 види
- Бурий москверо (Cnemotriccus) — 1 вид (рід монотиповий)
- Москверо-чубань (Xenotriccus) — 2 види
- Феб (Sayornis) — 3 види
- Монудо (Mitrephanes) — 2 види
- Піві (Contopus) — 15 видів
- Піві-малюк (Empidonax) — 15 видів
- Вогнистий москверо (Pyrocephalus) — 4 види
- Річковий пітайо (Ochthornis) — 1 вид (рід монотиповий)
- Сатрапа (Satrapa) — 1 вид (рід монотиповий)
- Малий дормілон (Syrtidicola) — 1 вид (рід монотиповий)
- Дормілон (Muscisaxicola) — 12 видів
- Негрито (Lessonia) — 2 види
- Смолик (Hymenops) — 1 вид (рід монотиповий)
- Ада (Knipolegus) — 12 видів
- Сивоголовий кіптявник (Cnemarchus) — 2 види
- Монжита (Xolmis) — 2 види
- Червоноока монжита (Pyrope) — 1 вид (рід монотиповий)
- Чорновуса монжита (Nengetus) — 1 вид (рід монотиповий)
- Пепоаза (Neoxolmis) — 4 види
- Кіптявник (Myiotheretes) — 4 види
- Гохо (Agriornis) — 5 видів
- Ятапа-стернохвіст (Gubernetes) — 1 вид (рід монотиповий)
- Тиран-ножицехвіст (Muscipipra) — 1 вид (рід монотиповий)
- Віюдита (Fluvicola) — 3 види
- Білоголова віюдита (Arundinicola) — 1 вид (рід монотиповий)
- Чорнокрила монжита (Heteroxolmis) — 1 вид (рід монотиповий)
- Ятапа (Alectrurus) — 2 види
- Тумбезія (Tumbezia) — 1 вид (рід монотиповий)
- Silvicultrix — 5 видів
- Пітайо (Ochthoeca) — 8 видів
- Патагонський пітайо (Colorhamphus) — 1 вид (рід монотиповий)
- Довгохвостий москверо (Colonia) — 1 вид (рід монотиповий)
- Короткохвостий дормілон (Muscigralla) — 1 вид (рід монотиповий)
- Пікабуї (Machetornis) — 1 вид (рід монотиповий)
- Тиран-розбійник (Legatus) — 1 вид (рід монотиповий)
- Венесуельський бієнтевіо (Phelpsia) — 1 вид (рід монотиповий)
- Бієнтевіо (Myiozetetes) — 4 види
- Пітанга (Pitangus) — 1 вид (рід монотиповий)
- Мала пітанга (Philohydor) — 1 вид (рід монотиповий)
- Конопа (Conopias) — 4 види
- Строкатий тиран (Myiodynastes) — 5 видів
- Пітанга-великодзьоб (Megarynchus) — 1 вид (рід монотиповий)
- Пальмовий тиран (Tyrannopsis) — 1 вид (рід монотиповий)
- Туквіто (Empidonomus) — 1 вид (рід монотиповий)
- Чорноголовий туквіто (Griseotyrannus) — 1 вид (рід монотиповий)
- Тиран (Tyrannus) — 13 видів
- Планідера (Rhytipterna) — 3 види
- Тиран-свистун (Sirystes) — 4 види
- Іржавець (Casiornis) — 2 види
- Копетон (Myiarchus) — 22 види
- Тиран-плоскодзьоб (Ramphotrigon) — 4 види
- Атіла (Attila) — 7 видів

За результатами молекулярно-філогенетичного дослідження роди Бекарда (Tityra), Бекард (Pachyramphus), Аулія (Laniocera) і Білоголовий бекард (Xenopsaris) були виділені в окрему родину Бекардові (Tityridae).